# Lluçà
Lluçà är en kommun i Spanien.   Den ligger i provinsen Província de Barcelona och regionen Katalonien, i den östra delen av landet, 500 km öster om huvudstaden Madrid. Antalet invånare är 259. Arean är 53 kvadratkilometer. Lluçà gränsar till Alpens, Sant Agustí de Lluçanès, Perafita, Sant Martí d'Albars, Prats de Lluçanès, Santa Maria de Merlès, Sagàs, La Quar och Borredà. 
Terrängen i Lluçà är kuperad norrut, men söderut är den platt.